# Haworthia monticola
Haworthia monticola ist eine Pflanzenart der Gattung Haworthia in der Unterfamilie der Affodillgewächse (Asphodeloideae).

## Beschreibung
Haworthia monticola wächst stammlos und sprossend. Die 30 bis 40 verlängert lanzettlichen Laubblätter besitzen einwärts gebogene Spitzen und bilden eine Rosette mit einem Durchmesser von 2 bis 4 Zentimetern. Die Blattspreite ist 2 bis 6 Zentimeter lang. Auf der Blattoberfläche befinden sich häufig durchscheinende Punkte. Am Blattrand und dem Blattkiel befinden sich kurze Dornen.
Der schlanke Blütenstand erreicht eine Länge von bis zu 30 Zentimeter und besteht aus 15 bis 20 locker angeordneten, weißen Blüten.

## Systematik und Verbreitung
Haworthia monticola ist in den südafrikanischen Provinzen Westkap und Ostkap verbreitet.
Die Erstbeschreibung durch Henry Georges Fourcade wurde 1932 veröffentlicht. Synonyme sind Haworthia chloracantha var. monticola (Fourc.) Halda (1997) und Haworthia divergens M.B.Bayer (1976).
Es werden folgende Varietäten unterschieden:
- Haworthia monticola var. monticola
- Haworthia monticola var. asema M.B.Bayer

## Nachweise